# The Creed of the Clan
The Creed of the Clan è un cortometraggio muto del 1915. Il nome del regista non viene riportato.

## Produzione
Il film fu prodotto dalla Essanay Film Manufacturing Company.

## Distribuzione
Distribuito dalla General Film Company, il film - un cortometraggio di una bobina - uscì nelle sale cinematografiche USA il 2 febbraio 1915.
Viene citato in Moving Picture World del 30 gennaio 1915.